# Perletzhofen
Das Kirchdorf Perletzhofen ist ein Ortsteil der im niederbayerischen Landkreis Kelheim gelegenen Stadt Riedenburg. 

## Geschichte
Ein Pertholdeshova wird im Jahr 1080 urkundlich erwähnt. Die katholische Kirche St. Joseph stammt im Kern aus dem 17. Jahrhundert. Durch die zu Beginn des 19. Jahrhunderts im Königreich Bayern durchgeführten Verwaltungsreformen wurde der Ort zu einem Bestandteil und Namensgeber der eigenständigen Landgemeinde Perletzhofen, Sitz der Gemeindeverwaltung war aber Gundlfing. Im Zuge der Gebietsreform in Bayern wurde am 1. Januar 1972 die Gemeinde Perletzhofen nach Riedenburg eingegliedert.

## Sehenswürdigkeiten
- Kirche St. Joseph